# Myrosław Senyk
Myrosław Senyk (ukr. Миросла́в Петро́вич Се́ник, ur. 2 listopada 1957 w Kamiankach w obwodzie tarnopolskim) – ukraiński polityk i działacz samorządowy, od 28 kwietnia 2006 był przewodniczącym  Lwowskiej Rady Obwodowej.

## Życiorys
W 1975 rozpoczął studia na wydziale budowy maszyn Politechniki Lwowskiej.
W latach 1990–1992 był przewodniczącym czerwonogradzkiej rady miejskiej i jej komitetu wykonawczego, od czerwca 1992 przewodniczącym regionalnego Funduszu Majątku Narodowego w obwodzie lwowskim. W 1995 objął stanowisko przewodniczącego łyczakowskiej administracji rejonowej, a w latach 2000–2001 był dyrektorem departamentu w Radzie Miejskiej Lwowa. W latach 2001–2005 był dyrektorem przedsiębiorstwa zajmującego się naprawą i konserwacją wind „Lift-Eko”, a od lutego 2005 pierwszym zastępcą przewodniczącego Lwowskiej Rady Obwodowej.
Należał kolejno do Ukraińskiej Partii Republikańskiej, Kongresu Ukraińskich Nacjonalistów, następnie Naszej Ukrainy. Odznaczony Orderem „Za zasługi” 3 klasy.